# SQ109
SQ109 — противотуберкулёзный препарат, являющийся  низкомолекулярным производным класса этилендиаминов (производное 1,2-этилендиаминов). Аналог этамбутола. Препарат обладает уникальным многокомпонентным механизмом действия, который заключается в угнетении транспортного фермента mMpl3, участвующего в синтезе дисахарида трегалозы клеточной стенки микобактерий, (называемого также корд фактором) от которого зависит их вирулентность.
Помимо этого SQ109 влияет на ферменты участвующие в синтезе менахинона (аналога витамина К2), а также влияющие на транспорт электронов, ингибируя дыхание и биосинтез АТФ, и действуют как разобщители, разрушающие градиент рН и мембранный потенциал, необходимый для поддержания внутриклеточного транспорта. Результатом такого многостороннего воздействия является  мощное ингибирование клеточного роста микобактерий туберкулёза, а также очень низкие показатели спонтанной лекарственной устойчивости..
Препарат высокоэффективен в отношении всех форм Mycobacterium tuberculosis (как лекарственно чувствительных, так и устойчивых). Активен в отношении медленно вегетирующих форм (латентной формы туберкулёза). Достигает максимальной  концентрации в тканях лёгких и селезёнки при пероральном применении. Обладает синергетическим эффектом при одновременном применении с изониазидом, рифампином и бедаквилином. Обладает хорошей безопасностью и переносимостью, что немаловажно в случае длительной комбинированной терапии заболевания .  В 2010 году рейтинговое агентство Thomson Reuters Pharma™ включило SQ109 в пятёрку наиболее перспективных препаратов, находящихся на II фазе клинических исследований.
На российский рынок препарат  SQ109, в основе которого лежит разработка американской биотехнологической компании Sequella, продвигает ООО «Инфектекс» — частная биотехнологическая компания, которая входит в число резидентов Биомедицинского кластера инновационного центра «Сколково»
Недавно был найден аналог SQ109, который оказался в пять раз более эффективным лекарством против бактерии туберкулёза, по сравнению с исходным, а также аналог активно подавляющий устойчивые к метициллину штаммы золотистого стафилококка.